# La Roche-Blanche (Puy-de-Dôme)
La Roche-Blanche település Franciaországban, Puy-de-Dôme megyében. Lakosainak száma 3373 fő (2022. január 1.). La Roche-Blanche Pérignat-lès-Sarliève, Le Crest, Orcet, Cournon-d’Auvergne, Romagnat és Chanonat községekkel határos.

## Népesség
A település népességének változása:
| Lakosok száma | 3193 | 3260 | 3406 | 3422 | 3474 | 3483 | 3498 | 3436 | 3373 |
|               | 2013 | 2015 | 2016 | 2017 | 2018 | 2019 | 2020 | 2021 | 2022 |